# شورش سن تیتوس
شورش سن تیتوس (یونانی: Eπανάσταση του Αγίου Τίτου)، شورشی است در قرن ۱۴ علیه ونیز در کلونی کرت که با پیروزی شورشیان همراه بود.

## کرت تحت حکومت ونیز
کرت از سال۱۲۱۱ میلادی تحت فرمانروایی ونیزی ها بود و در زمان جنگ صلیبی چهارم توسط بونیفاس مونتفرات به ونیز واگذار شد. کرت به دلیل موقعیت مرکزی خود در امتداد مسیرهای تجاری، اندازه و محصولات آن، اهمیت استراتژیکی برای حکومت ونیز در مدیترانه شرقی داشت. کرت اشغالی به چند بخش تقسیم شد و مستعمره ای به نام "پادشاهی کاندیا" (به ایتالیایی: Regno di Candia) ایجاد شد که پایتخت آن شهر کاندیا (هراکلیون کنونی) بود. زمین های کرت به مستعمره نشینان ونیزی (اعم از اشراف و شهروندان) به شرط پرداخت مالیات، خدمت در کشتی های جنگی ونیزی و دفاع از مالکیت سرزمین مادری بر کرت واگذار شد. ونیزی ها اساساً برای منافع خود بر کرت حکومت می کردند و کرتی ها را به کار اجباری سوق می دادند و آنها را مجبور به شرکت در جنگ های جمهوری ونیز  می کردند. از سال ۱۲۰۷ میلادی و قبلاز شورش سنت تیتوس، کرت شاهد چهارده شورش علیه حکومت ونیزی بود. شورش سنت تیتوس اولین شورشی بود که استعمارگران لاتین به طور فعال در آن شرکت داشتند.

## شورش
ونیز از مستعمراتش خواست سهم بزرگی در تامین غذا و نگهداری ناوگان بزرگ آن داشته باشند. در ۸ اوت ۱۳۶۳ میلادی، فئودال های لاتین در کاندیا مطلع شدند که قرار است مالیات جدیدی با هدف حمایت از حفظ بندر شهر توسط سنای ونیزی بر آنها وضع شود. از آنجایی که این مالیات بیشتر برای بازرگانان ونیزی سودمندتر دیده می شد تا برای صاحبان زمین، اعتراض شدیدی در میان فئودال ها به وجود آمد. این خبر به سرعت به گوش لئوناردو داندولو، دوک کاندیا (فرماندار مستعمره) رسید. دندولو پس از مطلع شدن از رفتار فئودال ها، بیست نفر از آنها را به حضور خود احضار کرد و اصرار کرد که مطیع دستور مجلس سنا باشند. بعداً در همان روز، حدود هفتاد نفر از فئودال ها در کلیسای سنت تیتوس، قدیس حامی جزیره جمع شدند. آنها تصمیم گرفتند سه نماینده را نزد دوک بفرستند و از آنها درخواست کردند که مالیات تا زمانی که هیئتی به نزد دوک لورنزو سلسی و سنا در ونیز اعزام و تا زمانی که نماینده درخواست تجدید نظر در مالیات ندهد، تعلیق شود. اما داندولو از مذاکره امتناع ورزید و دستور داد که مالیات جدید به فئودال های تجمع شده اعلام شود و به آن ها هشدار داد  که در صورت تمرد منتظر مجازات اعدام و مصادره اموال باشند.
روز بعد، فئودال های نافرمان به کاخ دوک هجوم بردند و داندولو و مشاورانش را دستگیر کردند. در عرض یک هفته، شورش به بقیه جزیره سرایت کرد و فرماندهان (رهبران) شهرهای اصلی با مردان وفادار به شورشیان جایگزین شدند. مارکو گرادنیگو بزرگ (به یونانی: Μάρκος Γραδόνικος) به عنوان فرماندار و پیشوای کل جزیره منصوب شد. مجسمه سنت تیتوس به عنوان نشان کمون تازه تاسیس کرت انتخاب شد. یونانیان در شورای بزرگ و شورای فئودال ها پذیرفته شدند و محدودیت‌های مربوط به انتصاب کشیشان یونانی لغو شد.
شورش سنت تیتوس اولین تلاش برای به چالش کشیدن سلطه ونیزی در کرت نبود. شورش هایی که قبلا توسط اشراف یونانی برانگیخته می شد که سعی می کردند امتیازات گذشته خود را به دست آورند، به دفعات رخ داده بود، اما این شورش ها ویژگی یک قیام «ملی» را نداشتند. با این حال، شورش سال ۱۳۶۳ میلادی از این جهت منحصر به فرد بود که توسط خود استعمارگران آغاز شد و بعداً با یونانیان جزیره متحد شدند. کرت به عنوان مستعمره ایالتی، دارای یک اداره مالی بود که هم بر جمعیت لاتین و هم بر جمعیت بومی اعمال قدرت می کرد، بنابراین پتانسیل ایجاد همدردی و بعداً اتحاد بین مستعمره نشینان و مستعمره شدگان را ایجاد کرد. در زمان شورش، مهاجران دو یا سه نسل در کرت زندگی می‌کردند و یک فرآیند فرهنگ‌پذیری فرهنگ محلی را بیشتر از فرهنگ وطنشان ونیز برای آنها درونی کرده بود.